# Die Rückkehr der Piranhas
Die Rückkehr der Piranhas ist ein US-amerikanischer Horrorfilm aus dem Jahr 1995 von Regisseur Scott P. Levy, der im Auftrag des Kabelfernsehsenders Showtime entstand. Der Film ist eine Neuverfilmung der Roger-Corman-Produktion Piranhas aus dem Jahr 1978. An der Neufassung war neben Corman (als Executive Producer) auch der damalige Drehbuchautor John Sayles beteiligt.

## Handlung
In den Zeiten des Kalten Krieges wurden amerikanische Wissenschaftler der Unternehmung „Rasierzahn“, eines militärischen Projekts zur Züchtung von hoch aggressiven Piranhas als Waffe gegen den Klassenfeind, beauftragt, sehr widerstandsfähige Raubfische zu erschaffen, die sowohl in Süß- als auch in Salzwasser lebensfähig sind und sich zudem sehr schnell vermehren können. Nach der Einstellung aller Finanzhilfen durch die Regierung führte die frustrierte Wissenschaftlerin Dr. Baines die genetischen Experimente an den fleischfressenden Piranhas in Eigenregie weiter. Die ehemals geheime Forschungseinrichtung der US-Armee geriet so über die Jahre in Vergessenheit.
Eines Tages verunglückt ein junges Pärchen beim nächtlichen Badevergnügen in einem Aufzucht-Bassin des stillgelegten Testgeländes tödlich. Die Privatdetektivin Maggie McNamara wird beauftragt, die beiden verschwundenen Teenager zu finden. Mit Hilfe des ortsansässigen und trinkfesten Einsiedlers Paul Grogan gelingt es ihr, die Spuren der Vermissten aufzunehmen. Unwissentlich lassen die beiden dabei aus dem Zuchtbecken neben Wasser auch jene Raubfischmutationen in einen Nahe gelegenen Fluss ab. Beobachtet werden sie dabei von der aufgebrachten Wissenschaftlerin Dr. Leticia Baines, die vergebens versucht, die Eindringlinge daran zu hindern. Die Katastrophe nimmt so ihren Lauf – flussabwärts mehren sich bald die ersten Todesfälle.
Zu allem Unglück führt der Fluss, Lost River, durch ein beliebtes Touristengebiet, das in einen Stausee mündet und zahlreiche Badegäste anzieht. Des Weiteren steht dort die pompöse Eröffnung eines Strandhotels an, das für den finanziell stark angeschlagenen Geschäftsmann J. R. Randolph den Ruin bedeuten könnte.
Kurz vor ihrem Ableben informiert die Wissenschaftlerin Maggie und Paul über die tödliche Gefahr. Fortan versucht das ungleiche Paar, rechtzeitig den See zu erreichen, um die Bewohner und Sommergäste zu evakuieren und den Staudamm zu schließen, bevor der Schwarm von Piranhas den angrenzenden Ozean erreicht. Doch ihr Vorhaben erweist sich als äußerst schwierig, denn neben einer Militäreinheit, die die Vorfälle mit allen Mitteln zu vertuschen versucht, erweist sich auch Bösewicht Randolph mitsamt den Honoratioren der Stadt als Hürde.
Am Ende des Films gelingt es dem verletzten Paul, die im Stausee eingeschlossenen Piranhas, die zwischendurch ein wahres Blutbad angerichtet haben, mit hochgiftigen Abwässern einer stillgelegten Raffinerie zu töten. Grundstücksspekulant Randolph, der die nahende Bedrohung aus zwielichtigen Gründen ignorierte, ist dadurch ruiniert und begeht Suizid. In einer der letzten Szenen des Films beruhigt der zuständige Gouverneur in einer Ansprache die hiesige Bevölkerung, ohne überhaupt zu wissen, ob es einige der Raubfische nicht vielleicht doch ins Meer geschafft haben.

## Kritiken
„Spekulativer Gruselfilm, der in seinem vordergründigen Moralverständnis an die Tradition von B-Pictures der 50er Jahre erinnert, aber viel zu sehr von billigen Effekten, albernen Dialogen und steif agierenden Darstellern geprägt wird, um als Genre-Unterhaltung funktionieren zu können.“

## Veröffentlichung
Die Rückkehr der Piranhas erlebte seine US-amerikanische Fernsehpremiere am 1. Oktober 1995. In Deutschland wurde das Werk erstmals am 26. März 1996 auf Video veröffentlicht.